# Isaac Mayer Wise
Isaac Mayer Wise (29 de marzo de 1819, Steingrub, Bohemia - 26 de marzo de 1900, Cincinnati, Ohio) fue un rabino reformista estadounidense de origen europeo. Es considerado como el padre del judaísmo reformista de los Estados Unidos, precursor e impulsor de las principales instituciones que aún son el centro de la organización del movimiento en ese país y una referencia para el judaísmo liberal de todo el mundo.

## Primeros años
Hijo de Leo Wise, un maestro de escuela, recibió de su padre y de su abuelo su primera educación hebrea en su Steingrub natal y continuó más tarde sus estudios judaicos y seculares en Praga. Recibió su certificado rabínico por parte del tribunal rabínico de Praga, integrado por los rabinos Salomón Ieudá Rapoport, Samuel Freund y Ephraim Löw Lippmann Teweles. En 1843 fue designado rabino en Radnitz, Bohemia, donde permaneció unos dos años.
En 1846 migró a los Estados Unidos. Llegó a Nueva York el 23 de julio de ese año, y en octubre siguiente fue nombrado rabino de la Congregación Beth-El de Albany, Nueva York. Pronto comenzó a impulsar reformas en el servicio religioso. De hecho, la suya fue la primera congregación judía de los Estados Unidos en introducir bancos familiares en la sinagoga. Hasta ese momento, las mujeres y los varones participaban por separado de los servicios religiosos. Las prédicas en inglés o alemán, un coro integrado tanto por mujeres como por varones y la ceremonia de “confirmación” fueron también algunas de las innovaciones introducidas por Wise, quien también tomaba en cuenta la presencia de mujeres para formar un minián, el número mínimo de diez personas que, según la tradición, debe reunirse para poder rezar ciertas plegarias.
En 1850, algunos acontecimientos desafortunados provocaron una división en la comunidad de Albany, y la consecuente formación de una nueva congregación por parte de los amigos y partidarios del rabino: Anshe Emeth. Wise permaneció en esta congregación hasta abril de 1854, cuando se convirtió en rabino de la congregación Bene Yeshurun de Cincinnati, Ohio, donde ofició durante los cuarenta y seis años restantes de su vida. Wise trabajó activamente en diversas direcciones para llegar a ganarse un lugar destacado en la historia del judaísmo en los Estados Unidos. Fue, por sobre todo, un organizador, y las numerosas instituciones que creó atestiguan la gran influencia que ejerció durante su vida.

## Libro de oraciones
En 1847, por sugerencia del rabino y líder reformista Max Lilienthal, que en ese momento estaba destinado en Nueva York, se formó un beit din, un tribunal rabínico, que debía actuar en calidad de comité asesor de las congregaciones del país, pero sin ejercer poderes jerárquicos. Como miembros de este tribunal, Lilienthal convocó a Wise y a otros dos rabinos, además de a él mismo. En una reunión en la primavera de 1847, Wise presentóel manuscrito de un libro de oraciones que se titularía "Minhag America" (“Tradición americana”) y que sería utilizado por todas las congregaciones del país. Había observado que casi todos los rabinos prominentes de Europa, y más tarde de Estados Unidos, publicaban su propio libro de oraciones, y para detener esta marea individualista abogó por la adopción de un libro de oraciones común. Sin embargo, no se realizó nada definitivo al respecto hasta la Conferencia de Cleveland de 1855, cuando se nombró un comité formado por el propio Wise y los rabinos Wolf Rothenheim e Isidor Kalisch para editar dicho libro de oraciones. Este libro apareció bajo el título "Minhag America", y fue prácticamente obra de Wise; fue adoptado por la mayoría de las congregaciones de los estados del Oeste y del Sur. Tan pronunciado era el deseo de Wise por la unión, que cuando en 1894 el "Union Prayer-Book" fue publicado por la Conferencia Central de Rabinos Americanos, retiró voluntariamente el "Minhag America" de su propia congregación.

Ya en 1848 Wise hizo un llamado “a los rabinos y a todos los israelitas" de los Estados Unidos, instándolos a formar una unión que pusiera fin a la anarquía religiosa imperante, en la que cada rabino y cada congregación mantenía prácticas y costumbres que divergían con las demás, en medio de una sociedad convulsionada por el enfrentamiento político entre los Estados esclavistas y los Estados libres, y la irrupción de muchos judíos laicos en la vida pública. Su llamamiento apareció en las columnas de "The Occident and American Jewish Advocate", el primer periódico estadounidense dedicado enteramente a la difusión del pensamiento, la literatura y la teología judía. El artículo de Wise fue hábilmente secundado por el editor de la revista, Isaac Leeser. Allí Wise sugirió que se realizara una reunión en la primavera de 1849 en Filadelfia, para establecer una unión de las congregaciones de todo el país. Su preocupación central apuntaba a la construcción de un contexto institucional que evitase la extinción de la vida judía por el estado de asimilación reinante:
“...sobre todo, la juventud de Israel debe estar mejor protegida que la generación anterior, especialmente en este país. No debe dejarse al azar si obtienen educación judía o no; deben ser educados temprano, guiados temprano en el camino del deber, enseñados temprano a sentir por su fe y gloriarse en sus prácticas. Debemos hacerlos judíos en todo sentimiento y pensamiento; debemos inducirlos a amar a su pueblo, y a pensar que los más pobres y humildes son iguales a ellos ante el Señor; a valorar como nada la grandeza política y las riquezas, si su adquisición las hiciera ausentes de la casa de nuestro Dios, y ajenas a su culto. Debemos trabajar con fuerza y empeño para recuperar el antiguo sentimiento de devoción abnegada, que permitió a tantos mártires permanecer firmes hasta la muerte; y por este medio debemos efectuar una hermosa conformidad entre todos los que vengan de aquí en adelante, para que nunca nieguen las verdades que han recibido para complacer al clamor popular, a pesar de las acusaciones de reclusión inhóspita de nuestra parte en la nueva remodelación de la sociedad, que ahora está en progreso, más de lo que nuestros padres estaban aterrorizados por terrores mayores y más diversos”.
La reunión propuesta por Wise no se llevó a cabo, pero el autor de la idea nunca dejó de defenderla, especialmente después de establecer su propio periódico, "The Israelite" (julio de 1854), en cuyas columnas expuso infatigablemente sus opiniones sobre el tema. Su perseverancia obtuvo su recompensa cuando en 1873, veinticinco años después de haber planteado la idea por primera vez, se organizó en Cincinnati la Unión de Congregaciones Hebreas Estadounidenses, que a partir de 2003 pasaría a llamarse Unión para el Judaísmo Reformista (en inglés: Union for Reform Judaism - URJ).

## Hebrew Union College

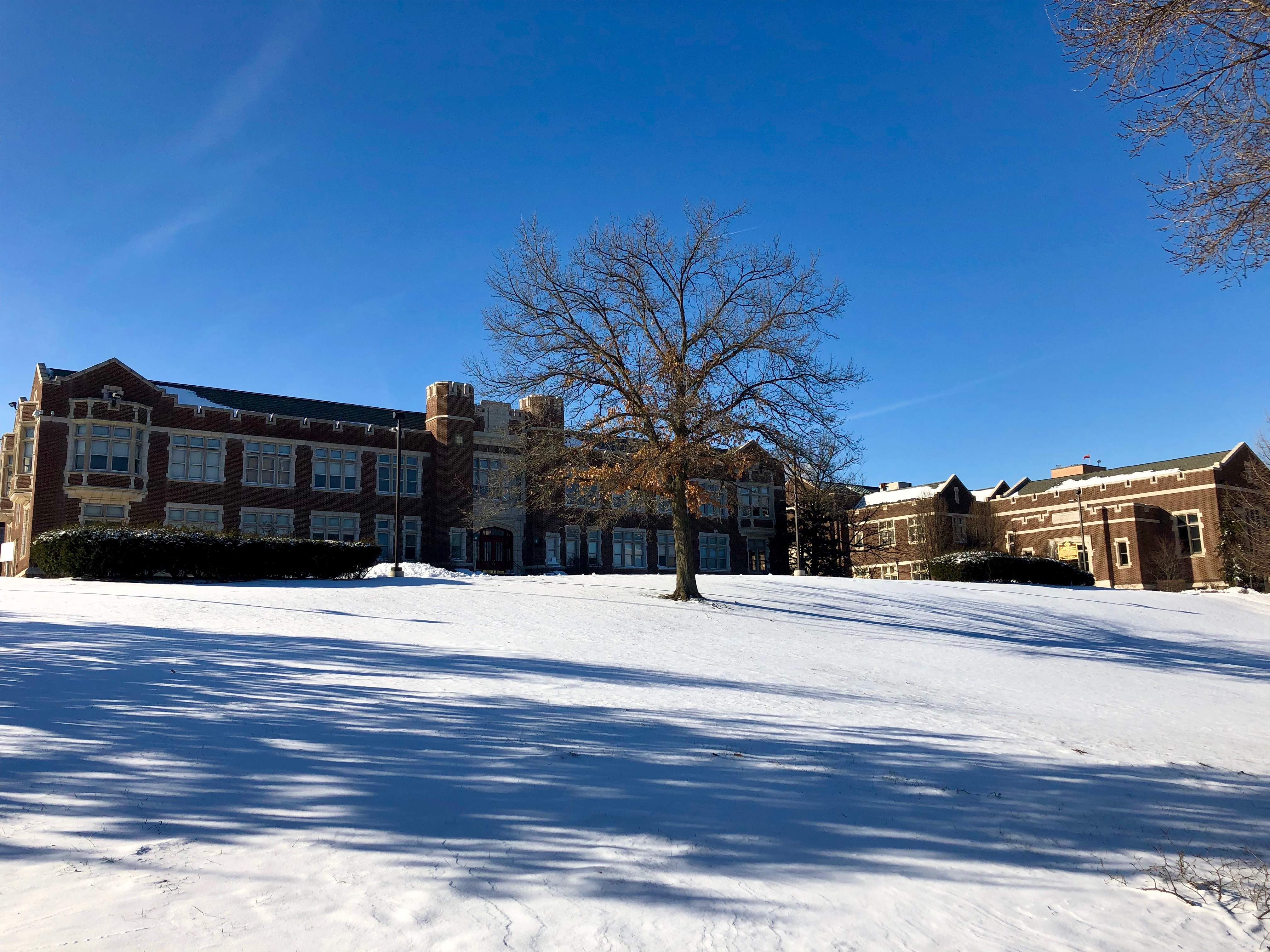
Hebrew Union College, en Cincinnati

Tan serio como era al proclamar la necesidad de la unión entre las congregaciones, fue igualmente infatigable al insistir en la necesidad apremiante de un seminario teológico para la formación de rabinos para los púlpitos estadounidenses. En sus "Reminiscencias" da una vívida imagen de la incompetencia de la que acusaba a muchos de los hombres que se presentaban como guías espirituales de las congregaciones durante los primeros días de su residencia en los Estados Unidos. Apenas había llegado a Cincinnati cuando se puso a trabajar para establecer un colegio en el que los jóvenes pudieran recibir una educación judía. Consiguió el interés y el apoyo de varios judíos influyentes de Cincinnati y de otras ciudades cercanas, y en 1855 fundó la Zion Collegiate Association. Sin embargo, la empresa resultó ser un fracaso y la sociedad no logró abrir un colegio. Sin desanimarse, Wise emprendió una campaña literaria, y año tras año presentó el tema en las columnas de "The Israelite". Su indomable perseverancia se vio coronada por el éxito cuando, el 3 de octubre de 1875, el Hebrew Union College abrió sus puertas para recibir estudiantes, cuatro de los cuales fueron ordenados ocho años después. El colegio ofrecía "instrucción rabínica general (...) para el ministerio judío". Wise estaba convencido de que "el judaísmo no tendría futuro en Estados Unidos a menos que (...) se reconciliara con el espíritu de la época". Y fue así como la comunidad judía encontró posible "educar rabinos estadounidenses para el púlpito estadounidense".

## Conferencias rabínicas
El primer resultado de la insistencia de Wise por la unión entre los judíos fue la Conferencia de Cleveland, celebrada en 1855, convocada por iniciativa suya. Esta conferencia fue desafortunada, ya que, en lugar de unir a los rabinos de todas las partes del país en un vínculo de confraternidad, dio lugar a relaciones tensas entre Wise y sus seguidores, por un lado, y los rabinos prominentes de la parte oriental del país, por el otro. Estas diferencias se eliminaron en parte durante la conferencia rabínica de Filadelfia (1869), a la que asistió Wise. La conferencia de Nueva York de 1870 y la de Cincinnati de 1871 fueron esfuerzos con la misma intención; pero una controversia teológica sobre la definición de Dios de Wise sirvió de excusa para ampliar la brecha. Sin embargo, el gran "unionista" no se desanimó. Continuó agitando por un sínodo que debía ser el cuerpo central de autoridad para el judaísmo estadounidense. En 1881 presentó a la reunión de la Asociación Literaria Rabínica un informe en el que se instaba a la formación de un sínodo; pero el asunto nunca pasó de la fase de discusión. Sin embargo, vivió para ver la creación de la Conferencia Central de Rabinos Americanos en 1889, que fue el tercer “hijo” perdurable de su incansable energía e infalible perseverancia. Durante los últimos once años de su vida ejerció como presidente de la Conferencia que él mismo había ideado.
Además del arduo trabajo que implicaba la organización de estas instituciones nacionales, Wise trabajó activamente en muchos otros aspectos. En 1857, cuando se iba a concluir un nuevo tratado entre los Estados Unidos y Suiza, visitó Washington como presidente de una delegación para protestar contra la ratificación de este tratado a menos que Suiza cesara sus discriminaciones contra los judíos estadounidenses. En su propia ciudad, además de oficiar como rabino de la congregación Bene Yeshurun y como presidente del Hebrew Union College, editó dos periódicos, "American Israelite" y "Deborah", ejerció como evaluador de profesores que solicitaban puestos en las escuelas públicas, y también fue miembro del directorio de la Universidad de Cincinnati. Viajó por todo Estados Unidos dando conferencias, consagrando sinagogas y captando el interés de las comunidades judías en sus planes y proyectos.

## Las bases del judaísmo
Wise se aferró firmemente a la creencia de que el judaísmo, en todas sus manifestaciones (algunas de las cuales para él eran aberrantes), podía rastrear sus raíces hasta el "pacto entre Dios y el hombre, Dios e Israel, tal como está registrado y preservado en la Torá escrita por Moisés en el Libro del Pacto". Este pacto fue "expuesto y puesto en práctica por Moisés, los profetas, sabios y cuerpos legalmente constituidos en Israel".  En esta exposición, sin embargo, en diferentes momentos diferentes aspectos de los tres principales contribuyentes a la fe -la Biblia hebrea, el Talmud y la razón- fueron abordados y elevados a la posición de suprema importancia. Para la época de Wise, la ortodoxia le había dado al Talmud la posición de primacía. Sintió que esto estaba mal en principio, porque ni la razón ni el Talmud podrían jamás reemplazar el registro bíblico como la fuente principal de la religión judía (el corazón del registro bíblico es, para Wise, el Decálogo): 
...La alianza de Dios con Israel depende del Decálogo. y ningún otro documento, mandamiento, revelación. doctrina o precepto. Si el pacto depende del Decálogo. entonces el judaísmo lo hace.
Así, la autoridad central para el judaísmo debe ser siempre la revelación sinaítica. Cualquier desarrollo posterior en el judaísmo debe basarse directamente en esta revelación.
Las leyes surgen de las costumbres, y las costumbres deben basarse en la Torá; por lo tanto, las leyes y costumbres que no están enraizadas en la Torá no tienen autoridad.
Sólo bajo esta luz puede evaluarse adecuadamente la posición de Wise con respecto al Talmud. Se han escrito muchos cuestionamientos contra Wise que advierten que él derogó por completo la validez del Talmud para el judaísmo. Este fue el alboroto que levantó la ortodoxia de su época, e incluso con frecuencia aún hoy surgen voces que enfatizan en la supuesta incredulidad de Wise en el Talmud.

Lo cierto es que después de la conferencia de Cleveland de 1855, Wise afirma:
...Se requiere conocimiento del Talmud para juzgar y discriminar cuál reforma es legal, judía y admisible, y cuál es contraria; por lo tanto, no hay reforma sin el Talmud.
Lo que debía ser discutido del Talmud eran aquellos pasajes que según Wise eran "contrarios al espíritu de la Torá". Porque la "Palabra de Dios" estaba, está y siempre estará en la Biblia.
El Talmud... mediante profundas y arduas búsquedas e investigaciones, tiene que ser diseccionado en sus diferentes elementos, para que lo divino pueda ser distinguido de las porciones humanas, y mientras las primeras deben permanecer intactas, la última parte, por su origen humano, es apta para un mayor desarrollo, puede cambiarse y adaptarse a las necesidades de los nuevos tiempos e indica claramente la posibilidad de progreso.
La declaración en la Conferencia de Cleveland enfatiza en el método de explicar las leyes bíblicas. Wise encontró aquí la mayor importancia del Talmud, como un método de exégesis bíblica. Por lo tanto, mientras que las interpretaciones talmúdicas individuales pueden o no haber sido aceptadas por Wise, él entendía que el Talmud como método de interpretación contiene "la exposición tradicional, legal y lógica de las leyes bíblicas", y por esta razón, debía mantenerse como el segundo gran sustento del judaísmo.

Para Wise, la tercera base de sustentación del judaísmo era la razón, según él, esencial para evitar que la religión se convierta en dogmatismo.
El judaísmo no es una cuestión de fe ciega, que debe ser aceptada por la palabra del sacerdote; es la religión de la razón, que debe ser conocida y comprendida.
Wise resistió tan fuertemente al dogma porque sintió que era esencialmente "sectario" y actuaba en detrimento para el establecimiento de su idea de "judaísmo universal". Sin embargo, en al menos dos oportunidades, abogó por lo que podría denominarse una "dogmática a corto plazo".
La pregunta para nosotros es si el judaísmo no es demasiado tolerante para su autoprotección, en esta era de superficialidad y frivolidad, cuando cualquier joven profiere acusaciones sin reflexionar sobre las causas y consecuencias y las acuña como judaísmo. Preferimos pensar... el judaísmo debería ser menos tolerante en este momento, hasta que esta tormenta atea o agnóstica haya pasado.
Su segunda concesión al dogma fue pretender establecer un "sínodo" para dar autoridad a las "doctrinas centrales", que servirían como principios fundamentales a estudiantes, maestros, predicadores, escritores, etc."

## Sus obras

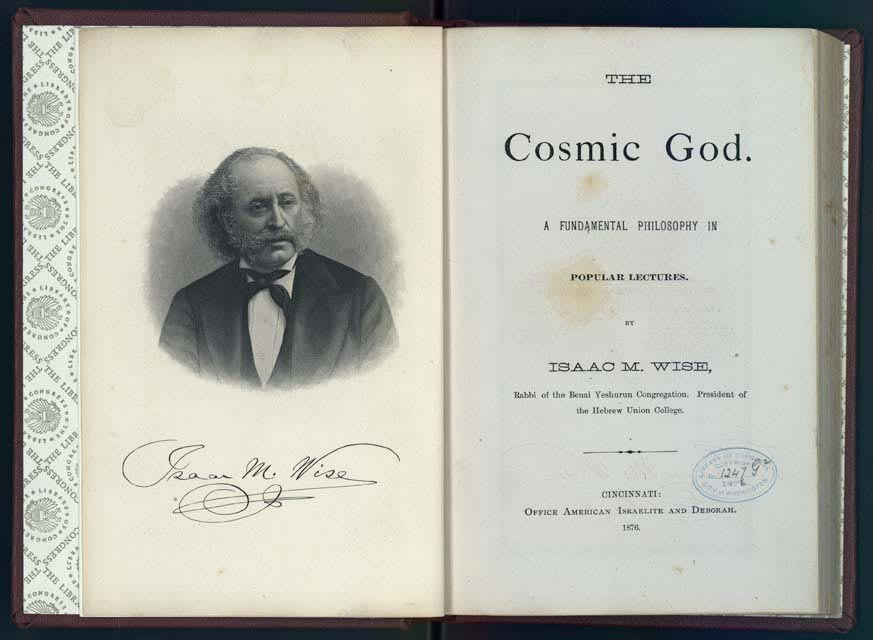
Primeras páginas de "Dios cósmico" de Isaac M. Wise (1876)

Wise fue el autor de las siguientes obras: "La historia de la nación israelita desde Abraham hasta el presente", Albany, 1854; "La esencia del judaísmo", Cincinnati, 1861; "El origen del cristianismo y un comentario sobre los Hechos de los Apóstoles", 1868; "El judaísmo, sus doctrinas y deberes", 1872; "El martirio de Jesús de Nazaret: un tratado histórico-crítico sobre el último capítulo del Evangelio", 1874; "El Dios cósmico", 1876; "Historia de la segunda comunidad de los hebreos", 1880; "Judaísmo y Cristianismo, sus acuerdos y desacuerdos", 1883; "Una defensa del judaísmo frente al cristianismo proselitista", 1889; y "Pronaos a la sagrada escritura", 1891. En sus primeros años escribió una serie de novelas, que aparecieron primero como entregas en el "Israelite", y más tarde en forma de libro; éstas fueron: "El converso", 1854; "La catástrofe de Eger", "La familia del zapatero", "Resignación y fidelidad, o vida y romance", y "Romance, filosofía y cábala, o la conflagración en Frankfort del Meno", 1855; "La última lucha de la nación", 1856; "El combate del pueblo, o Hillel y Herodes", 1858; y "El primero de los macabeos". También escribió varias novelas alemanas, que aparecieron por entregas en el "Deborah"; entre ellas cabe mencionar: "Die Juden von Landshuth"; "Der Rothkopf, oder des Schulmeisters Tochter"; y "Baruch und Sein Ideal". Además de todas estas obras, Wise publicó en las columnas editoriales del "Israelita" numerosos estudios sobre diversos temas de interés judío. Incluso escribió un par de obras de teatro, "Der Maskirte Liebhaber" y "Das Glück Reich zu Sein".
Durante su vida, Isaac M. Wise fue considerado el judío más prominente de su tiempo en los Estados Unidos. Su genio para la organización era de un grado muy elevado; y era magistral, rico en recursos y poseedor de una voluntad inflexible. Más que de cualquiera de sus contemporáneos, se puede decir de él que dejó la huella de su personalidad en el desarrollo del judaísmo en los Estados Unidos.